# Liliana Rodríguez
Liliana Rodríguez Morillo (Caracas; 26 de abril de 1967) es una actriz y cantante venezolana, hija de la cantante y actriz Lila Morillo y del cantante José Luis Rodríguez. 
Se ha destacado en el género de las series y telenovelas, siendo conocida por los papeles de «Aguacerito» en la serie Sal y Pimienta «Panchita» de la telenovela Gata salvaje y 

## Biografía
Se inicia en el medio artístico cuando el señor Arquímedes Rivero la llamó para interpretar un personaje en la telenovela Maribel junto a su hermana Lilibeth Morillo y su madre Lila; En 1993 se estrena como humorista en el programa  Sal y Pimienta junto a Irma Palmieri y Nelly Pujols, serie en la cual interpretó a "Aguacerito".
Su carrera de cantante se desarrolló en el género de la salsa, siendo su álbum debut  Liliana: A todo dar en 1998 , el cual contó como primer sencillo con una versión tropical del tema  A que no le cuentas. 
Desde el año 2015 empezó a realizar presentaciones en Florida con dos shows:Made in Venezuela un monólogo musical donde hace repaso de los éxitos de la carrera de sus padres y luego en el 2016 El Show de Las Morillo un espectáculo musical junto a su madre y a su hermana Lilibeth.

## Filmografía

### Televisión
| Año       | Título                          | Personaje                  |                 |
| 1989      | Maribel                         | Fermina                    |                 |
| 1991-1992 | Mundo de fieras                 | Chinca                     |                 |
| 1992-1993 | Macarena                        |                            |                 |
| 1993-1994 | Sal y pimienta                  | Aguacerito                 |                 |
| 1995-1996 | Morelia                         | Lulú Esqueda               |                 |
| 2002-2003 | Gata salvaje                    | Francisca «Panchita» López |                 |
| 2005      | Amarte así                      | Anunciación Reyes          |                 |
| 2006      | Tierra de pasiones              | Lourdes «Lulú» Aguilar     |                 |
| 2006-2007 | Las dos caras de Ana            | Catalina «Kathy» Magaña    |                 |
| 2001-2009 | La guerra de los sexos          | Ella misma                 |                 |
| 2011      | Sacrificio de mujer             | Alberta Garrido            |                 |
| 2012      | Mi ex me tiene ganas            | Martha Skott               |                 |
| 2013      | Rosario                         | Ofilia Elsa                |                 |
| 2014      | Cosita linda                    | Camila, «la Chata»         |                 |
| 2013      | 11-11: En mi cuadra nada cuadra | Tía Lucrecia               |                 |
| 2016      | My Life Is a Telenovela         | Ella misma                 |                 |
| 2023      | La casa de los famosos          | Ella misma                 |                 |
| 2024      | La Sirvienta Turca              | Panchita López             |                 |
| 2024-2025 | Potra Salvaje                   | Chabuca Sánchez de Moretti | ePanchita López |
|           |                                 |                            |                 |

Liliana regresó a las telenovelas con el fenómeno "La Sirvienta Turca" este 2024  grabada en Miami con actores latinos y turcos, gracias a la escritora de la novela su comadre Lorena Laviude